# Sargão II
Sargão II (em acádio: ; romaniz.: Šarru-kīn; lit.  "rei fiel" ou lit.  "rei legítimo") às vezes chamado de Sargão, o Grande, foi o rei do Império Neoassírio desde a queda de seu predecessor Salmanaser V em 722 a.C. até sua morte em batalha em 705 a.C.. Embora Sargão alegasse ser filho do rei anterior Tiglate-Pileser III (r. 745–727 a.C.), isso é incerto e ele provavelmente ganhou o trono por usurpá-lo de Salmanaser V. Sargão é reconhecido como um dos mais importantes reis neoassírios devido ao seu papel na fundação da dinastia sargônida, que governaria o Império Neoassírio até sua queda, menos de um século após a morte de Sargão.
O rei provavelmente tomou o nome de Sargão do lendário governante Sargão da Acádia, que fundou o Império Acádio e governou a maior parte da Mesopotâmia quase dois mil anos antes. Por meio de suas campanhas militares voltadas para a conquista do mundo, Sargão II aspirava seguir os passos de seu antigo homônimo. Sargão buscou projetar uma imagem de piedade, justiça, energia, inteligência e força e continua sendo reconhecido como um grande conquistador e estrategista por suas inúmeras realizações militares.
Suas maiores campanhas foram a guerra de 714 a.C. contra Urartu, o vizinho do norte da Assíria, e a reconquista da Babilônia em 710–709 a.C., que havia se restabelecido com sucesso como um reino independente após a morte de Salmanaser V. Na guerra contra Urartu, Sargão contornou a série de fortificações urartuanas ao longo da fronteira dos dois reinos marchando ao redor deles ao longo de uma rota mais longa e ele apreendeu e saqueou a cidade mais sagrada de Urartu, Musasir. Na campanha da Babilônia, Sargão também atacou de uma frente inesperada, primeiro marchando ao longo do rio Tigre e depois atacando o reino pelo sudeste, e não pelo norte.
De 713 a.C. até o final de seu reinado, Sargão supervisionou a construção de uma nova cidade que pretendia servir como capital do Império Assírio, Dur Sarruquim (lit.  "fortaleza de Sargão"). Após a conquista da Babilônia, ele residiu na Babilônia por três anos, com seu príncipe herdeiro Senaqueribe servindo como regente na Assíria, mas mudou-se para Dur Sarruquim após sua conclusão em 706 a.C.. A morte de Sargão em campanha em Tabal em 705 a.C. e a perda de seu corpo para o inimigo foram vistas pelos assírios como um mau presságio e Senaqueribe imediatamente abandonou Dur Sarruquim ao se tornar rei, mudando a capital para a cidade de Nínive.

## Antecedentes

### Situação política na Assíria

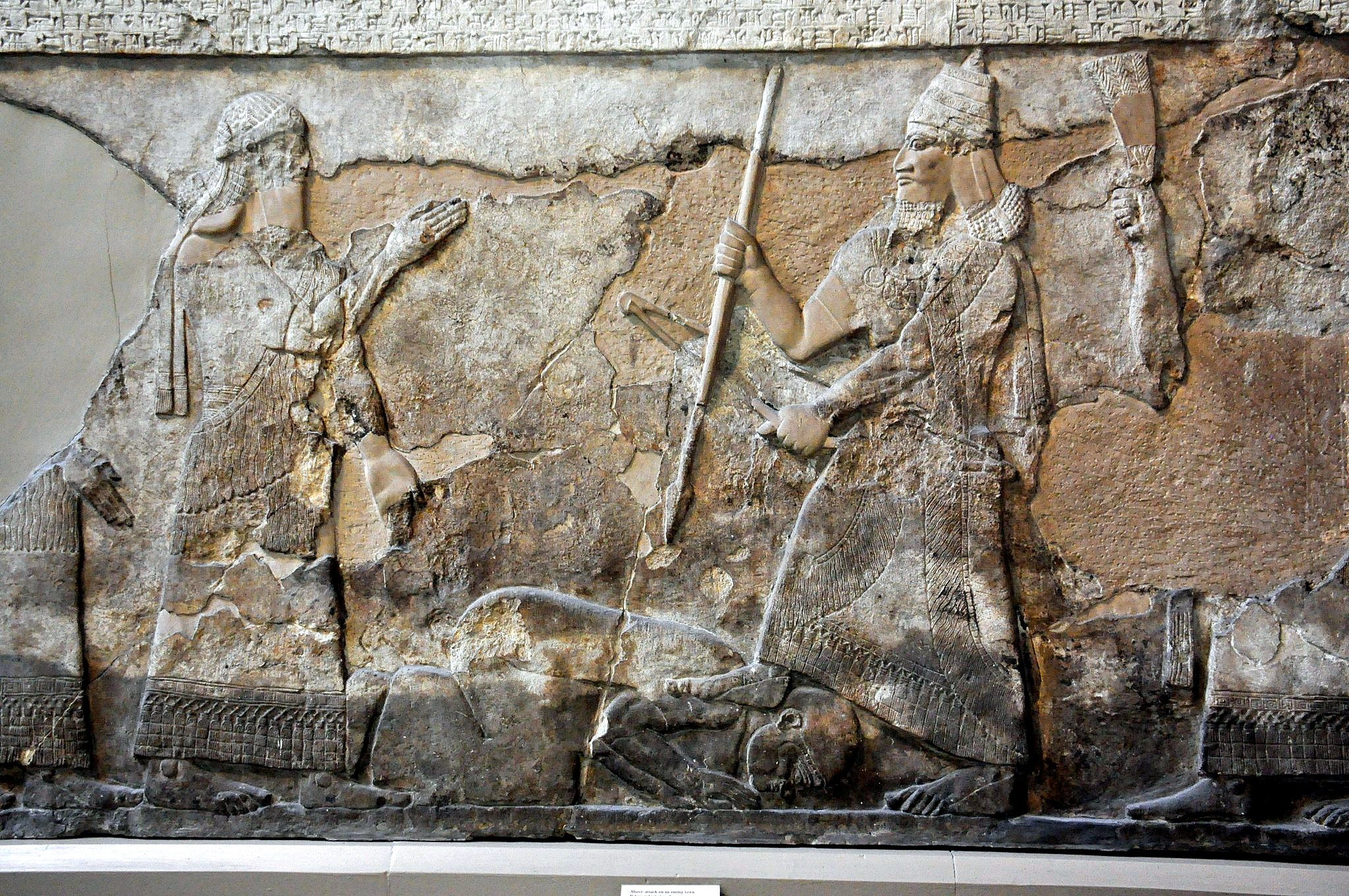
Baixo-relevo de Ninrude retratando o suposto pai de Sargão II, Tiglate-Pileser III, enfrentando um inimigo derrotado. Exibido no Museu Britânico.

O reinado de Sargão foi imediatamente precedido pelos reinados dos dois reis Tiglate-Pileser III (r. 745–727 a.C.) e Salmanaser V (r. 727–722 a.C.). A natureza da ascensão de Tiglate-Pileser ao trono da Assíria em 745 a.C. não é clara e é contestada. Várias evidências, incluindo a de que houve uma revolta em Ninrude, a capital do Império Assírio, em 746/745 a.C., que as antigas fontes assírias fornecem informações conflitantes em relação à linhagem de Tiglate-Pileser, e que Tiglate-Pileser em suas inscrições atribui sua ascensão ao trono apenas à seleção divina, em vez de seleção divina e ancestralidade real (tipicamente feito por reis assírios), foram interpretados como uma indicação de que ele era um usurpador. Embora alguns tenham chegado a sugerir que Tiglate-Pileser não fazia parte da dinastia real anterior, a duradoura dinastia adasida, suas reivindicações de descendência real eram provavelmente verdadeiras, o que significa que independentemente de quer ele usurpasse o trono ou não, ele era um candidato legítimo a ele.
Embora tenha sido principalmente durante o tempo de Sargão e seus sucessores que a Assíria foi transformada de um reino baseado principalmente no coração da Mesopotâmia em um império verdadeiramente multinacional e multiétnico, as fundações que permitiram esse desenvolvimento foram estabelecidas durante o reinado de Tiglate-Pileser através de extensa reformas civis e militares. Além disso, Tiglate-Pileser começou uma série de conquistas bem-sucedidas, subjugando os reinos da Babilônia e Urartu e conquistando a costa do Mediterrâneo. Suas inovações militares bem-sucedidas, incluindo a substituição do alistamento pelo recrutamento fornecido por cada província, fizeram do exército assírio um dos exércitos mais eficazes reunidos até aquele ponto.
Após um reinado de apenas cinco anos, o filho de Tiglate-Pileser, Salmaneser V, foi substituído como rei por Sargão, supostamente outro dos filhos de Tiglate-Pileser. Nada se sabe sobre Sargão antes de ele se tornar rei. Provavelmente nascido em c. 762 a.C., Sargão teria crescido durante um período de agitação civil na Assíria. Erupções de rebelião e peste marcaram os reinados malfadados dos reis Assurdã III (r. 773–755 a.C.) e Assurnirari V (r. 755–745 a.C.). Durante seus reinados, o prestígio e o poder da Assíria declinaram dramaticamente, uma tendência que foi revertida apenas durante o mandato de Tiglate-Pileser. Os eventos exatos em torno da morte do predecessor de Sargão, Salmaneser V, e da ascensão de Sargão ao trono não estão totalmente claros. É freqüentemente assumido que Sargão depôs e assassinou Salmanaser em um golpe no palácio.
Muitos historiadores aceitam a afirmação de Sargão de ter sido filho de Tiglate-Pileser, mas não acreditam que ele tenha sido o herdeiro legítimo do trono como o próximo na linha após o fim do reinado de Salmanaser. Mesmo assim, sua alegação de ter sido filho de Tiglate-Pileser é geralmente tratada com mais cautela do que as próprias alegações de ancestralidade real de Tiglate-Pileser. Alguns assiriólogos, como JA Brinkman, acreditam que Sargão, no mínimo, não pertencia à linhagem dinástica direta.

### Usurpação

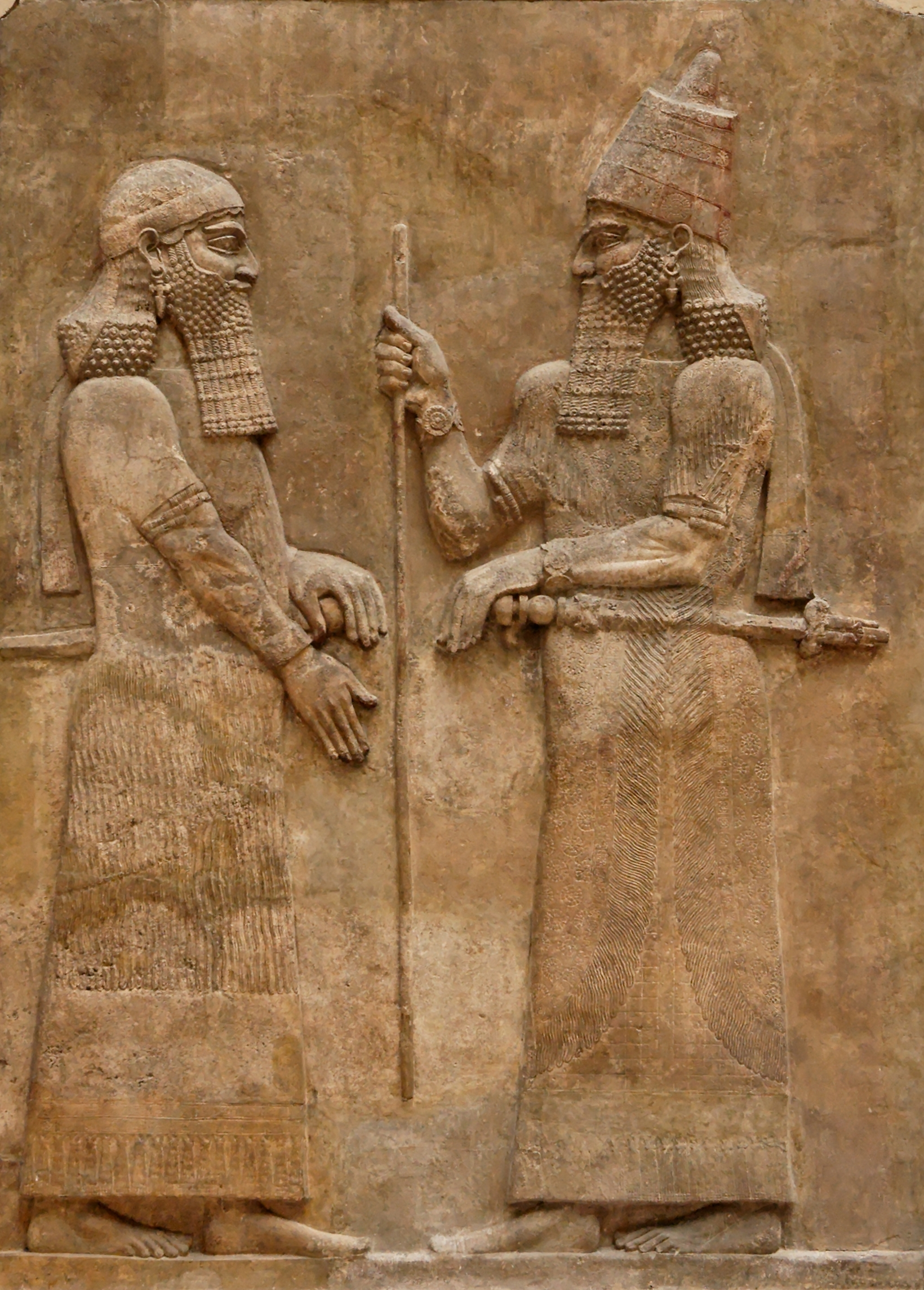
Sargão II (à direita) e um dignitário. Baixo-relevo do palácio de Sargão II em Dur Sarruquim, c. 716–. Exibido no Louvre.

Se Sargão usurpou o trono assírio ou não, é questionado. Que ele teria sido um usurpador baseia-se principalmente em uma das várias interpretações possíveis do significado por trás de seu nome (que significaria "o rei legítimo") e que suas numerosas inscrições raramente discutem sua origem. Esta ausência de explicação de como o rei se encaixa na genealogia estabelecida dos reis assírios não é apenas uma característica das inscrições de Sargão, mas também uma característica das inscrições de seu suposto pai, Tiglate-Pileser, e de seu filho e sucessor, Senaqueribe. Embora Tiglate-Pileser seja conhecido por ter sido um usurpador, Senaqueribe era o filho legítimo e herdeiro de Sargão. Várias explicações foram oferecidas para o silêncio de Senaqueribe sobre seu pai, sendo a mais aceita que Senaqueribe era supersticioso e temeroso do terrível destino que se abateu sobre seu pai. Alternativamente, Senaqueribe pode ter desejado inaugurar um novo período da história assíria,  ou pode ter sentido ressentimento contra seu pai.
Sargão às vezes fazia referência a Tiglate-Pileser. Ele se identificou explicitamente como filho de Tiglate-Pileser em apenas duas de suas muitas inscrições e se referiu a seus "pais reais" em uma de suas estela. Se Sargão fosse filho de Tiglate-Pileser, ele provavelmente teria ocupado algum cargo administrativo ou militar importante durante os reinados de seu pai e irmão, mas isso não pode ser verificado, pois o nome usado por Sargão antes de se tornar rei é desconhecido. É possível que ele tivesse alguma forma de papel sacerdotal, uma vez que demonstrou repetida afeição por instituições religiosas durante seu reinado e pode ter sido o importante sukkallu (lit.  "vizir") da cidade de Harã. Fosse ele filho de Tiglate-Pileser ou não, Sargão desejava se destacar de seus predecessores e hoje é visto como o fundador da última dinastia governante da Assíria, a dinastia sargônida. Existem referências até a década de 670 a.C., durante o reinado do neto de Sargão, Assaradão, à possibilidade de que "descendentes da antiga realeza" possam tentar tomar o trono. Isso sugere que a dinastia sargônida não era necessariamente bem conectada aos monarcas assírios anteriores. A Lista de reis da Babilônia separam dinasticamente Sargão e seus descendentes de Tiglate-Pileser e Salmaneser V: Tiglate-Pileser e Salmaneser são registrados como sendo da "dinastia de Baltil"(Baltil sendo possivelmente a parte mais antiga da antiga capital assíria de Assur), enquanto os sargônidas são registrados como pertencentes à "dinastia de Hanigalbate", possivelmente conectando-os a um antigo ramo júnior da antiga Assíria da família real assíria que governava como vice-reis nas partes ocidentais do Império Assírio com o título de "rei de Hanigalbate".
Independentemente de sua ascendência, a sucessão de Salmanaser V a Sargão provavelmente foi estranha. Salmansser é mencionado apenas em uma das inscrições de Sargão:

Salmanaser, que não temia o rei do mundo, cujas mãos trouxeram o sacrilégio nesta cidade [Assur], impôs o seu povo, impôs o trabalho obrigatório e uma pesada corveia, pagou-os como uma classe trabalhadora. O Ilil dos deuses, na fúria de seu coração, derrubou seu governo e me nomeou, Sargão, como rei da Assíria. Ele levantou minha cabeça; deixe-me segurar o cetro, o trono e a tiara.
Essa inscrição serve mais para explicar a ascensão de Sargão ao trono do que para explicar a queda de Salmanaser. Conforme atestado em outras inscrições, Sargão não viu as injustiças descritas como realmente impostas por Salmanaser V. Outras inscrições de Sargão afirmam que as isenções fiscais de cidades importantes como Assur e Harã foram revogadas "nos tempos antigos" e o trabalho obrigatório descrito teria sido realizado no reinado de Tiglate-Pileser, não Salmanaser.

### Nome

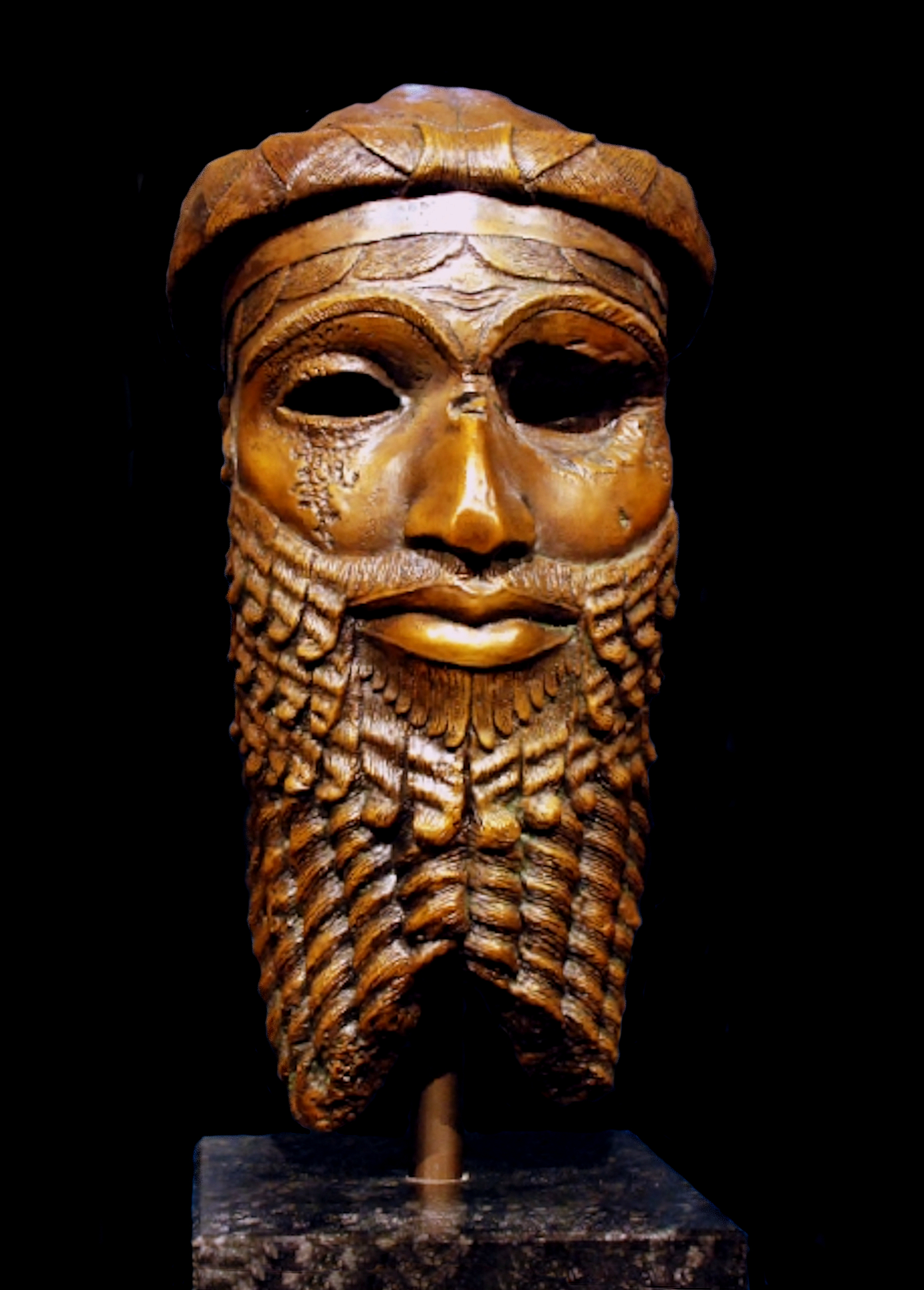
Cabeça de bronze de um rei do Império Acádio, provavelmente representando Sargão da Acádia ou seu neto Narã-Sim. Sargão II provavelmente herdou seu nome de Sargão de Acádia e acredita-se que tenha se inspirado nas façanhas do antigo rei. Exposta anteriormente no Museu Nacional do Iraque.

Dois antigos reis da Mesopotâmia anteriores haviam usado o nome Sargão; Sargão I, um rei assírio menor do século XIX a.C., e o muito mais famoso Sargão de Acádia, que governou a maior parte da Mesopotâmia como o primeiro rei do Império acadiano nos séculos XXIV a XXIII a.C.. Sargão II compartilhando o nome de um dos maiores conquistadores antigos da Mesopotâmia não foi coincidência; nomes na antiga Mesopotâmia eram importantes e deliberados. O próprio Sargão parece ter ligado principalmente seu nome à justiça. Isso é ilustrado em várias inscrições, como as seguintes, que se referem a Sargão pagando aqueles que possuíam a terra que ele escolheu para construir sua capital Dur Sarruquim em:

De acordo com o nome que os grandes deuses me deram - para manter a justiça e o direito, para orientar aqueles que não são fortes, para não ferir os fracos - o preço dos campos daquela cidade [Corsabade] eu paguei de volta seus donos ...
O nome era mais comumente escrito Šarru-kīn (ou Šarru-kēn), com outra versão, Šarru-ukīn, sendo atestado apenas em letras e inscrições reais menos importantes. O significado direto do nome, baseado na autopercepção de Sargão, é comumente interpretado como "o rei fiel" no sentido de retidão e justiça. Outra alternativa é que Šarru-kīn é uma reprodução fonética da pronúncia contratada de Šarru-ukīn para Šarrukīn, o que significa que deve ser interpretado como "o rei obteve/estabeleceu a ordem", possivelmente referindo-se a desordem durante o reinado de seu predecessor ou desordem criada pela usurpação de Sargão. A tradução convencional moderna do nome, "Sargão", provavelmente deriva da grafia de seu nome na Bíblia, srgwn.
O nome de Sargão provavelmente não era um nome de nascimento, mas sim um nome do trono que ele adotou em sua ascensão ao trono. É muito mais provável que ele tenha escolhido o nome com base em seu uso pelo famoso rei acadiano, em vez de seu uso por seu predecessor na Assíria. Em textos assírios tardios, o nome de Sargão II e Sargão da Acádia são escritos com a mesma grafia e Sargão II é às vezes explicitamente chamado de "segundo Sargão" (Šarru-kīn arkû). Sargão, como tal, provavelmente procurou emular aspectos do antigo rei acádio. Embora a extensão exata das conquistas do antigo Sargão tenha sido esquecida na época do Império Neoassírio, o lendário governante ainda era lembrado como um "conquistador do mundo" e teria sido um modelo atraente a seguir.
Outra interpretação possível é que o nome significa "o rei legítimo" e, portanto, pode ter sido um nome escolhido para reforçar a legitimidade do rei após sua usurpação do trono. Sargão da Acádia também subiu ao trono por meio de usurpação, começando seu reinado tomando o poder do governante da cidade de Quis, Urzababa.

## Reinado

### Início de reinado e rebeliões

Mapa do Império Neoassírio no momento da Sargão II e a deportação dos judeus sob o governo de Sargão e seus dois antecessores Tiglate-Pileser III e Salmanaser V.

Sargão já estava na meia-idade quando se tornou rei, provavelmente na casa dos quarenta, e residia no palácio de Assurnasirpal II (r. 883–859 a.C.) em Ninrude. O predecessor de Sargão, Salmanaser V, tentou continuar o expansionismo de seu pai, mas seus esforços militares foram mais lentos e menos eficientes do que os de Tiglate-Pileser III. Notavelmente, seu cerco prolongado de Samaria, que durou três anos, ainda poderia estar em andamento na época de sua morte. Depois que Sargão ascendeu ao trono, ele rapidamente aboliu as políticas fiscais e trabalhistas que estavam em vigor (e que ele criticou em suas inscrições posteriores) e poderia então ter procedido para resolver rapidamente as campanhas de Salmanaser. Samaria foi rapidamente conquistada e, por meio dessa conquista, o Reino de Israel caiu. De acordo com as próprias inscrições de Sargão, 27.290 israelitas foram deportados de Israel e reassentados no Império Assírio, seguindo o modo assírio padrão de lidar com povos inimigos derrotados por meio do reassentamento. Este reassentamento específico resultou na famosa perda das Dez Tribos Perdidas de Israel. É alternativamente plausível que Salmanaser tenha resolvido o cerco de Samaria antes de ser deposto por Sargão: Sargão sendo o capturador, Samaria deriva das próprias inscrições de Sargão, enquanto tanto a Bíblia quanto a Crônica Babilônica atribuem a vitória a Salmanaser.
Inicialmente, o governo de Sargão encontrou oposição no coração da Assíria e nas regiões da periferia do império, possivelmente por ele ser um usurpador. Entre os primeiros rebeldes mais prolíficos contra Sargão estavam vários dos reinos anteriormente independentes no Levante, como Damasco, Hamate e Arpade. Hamate, liderado por um homem chamado Iaubidi, tornou-se a principal potência desta revolta levantina, mas foi esmagado com sucesso em 720 a.C.. Depois que Hamate foi destruído, Sargão continuou derrotando Damasco e Arpade na batalha em Carcar no mesmo ano. Com a ordem restaurada, Sargão voltou a Ninrude e forçou 6.000 a 6.300 "assírios culpados" ou "cidadãos ingratos", pessoas que se rebelaram no coração do império ou não apoiaram a ascensão de Sargão ao trono, a se mudar para a Síria e reconstruir Hamate e as outras cidades destruídas ou danificadas no conflito.
A incerteza política na Assíria também levou a uma rebelião na Babilônia, o reino outrora independente no sul da Mesopotâmia. Merodaque-Baladã II, o líder dos Bite-Iaquim, uma poderosa tribo caldeia, assumiu o controle da Babilônia e anunciou o fim do domínio assírio sobre a região. A resposta de Sargão a essa insurreição foi marchar imediatamente com seu exército para derrotar Merodaque-Baladã. Para neutralizar Sargão, o novo rei da Babilônia rapidamente se aliou a um dos antigos inimigos da Assíria, Elão, e montou um enorme exército. Em 720 a.C., os assírios e elamitas (os babilônios chegando tarde demais ao campo de batalha para realmente lutar) se encontraram na batalha nas planícies fora da cidade de Der, o mesmo campo de batalha onde os persas dois séculos depois, derrotaria as forças do último rei da Babilônia, Nabonido. O exército de Sargão foi derrotado e Merodaque-Baladã garantiu o controle do sul da Mesopotâmia.

### Conquista de Carquemis e relações com Urartu

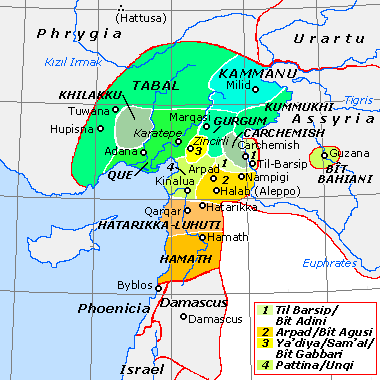
As antigas fronteiras dos estados siro-hititas no norte do Levante. As primeiras guerras de Sargão foram no Levante, a maioria das batalhas sendo dirigida contra as revoltas antigas capitais desses reinos.

Em 717 a.C., Sargão conquistou o pequeno, mas rico, Reino de Carquemis. Carquemis estava posicionada em uma encruzilhada entre a Assíria, a Anatólia e o Mediterrâneo, controlava uma importante travessia do Eufrates e durante séculos lucrou com o comércio internacional. Aumentando ainda mais o prestígio do pequeno reino foi seu papel como herdeiro reconhecido do antigo Império Hitita do segundo milênio a.C., mantendo uma posição semi-hegemônica entre os reinos da Anatólia e da Síria em antigas terras hititas.
Para atacar Carquemis, anteriormente um aliado assírio, Sargão violou os tratados existentes com o reino, usando a desculpa de que Pisiri, o rei de Carquemis, o havia traído para seus inimigos. Havia pouco que o pequeno reino pudesse fazer para resistir à Assíria, por isso foi conquistado por Sargão. Esta conquista permitiu a Sargão assegurar o grande tesouro de Pisiri, incluindo 330 quilos de ouro purificado, grandes quantidades de bronze, estanho, marfim e ferro e mais de 60 toneladas de prata. O tesouro assegurado de Carquemis era tão rico em prata que a economia assíria mudou de ser basicamente baseada no bronze para ser principalmente baseada na prata. Isso permitiu a Sargão compensar os custos crescentes de seu intenso deslocamento do exército assírio.
A campanha de Sargão de 716 a.C. o viu atacar os maneanos no Irã moderno, saqueando seus templos e, em 715 a.C., os exércitos de Sargão estavam na região chamada Média, conquistando povoados e cidades e garantindo tesouros e prisioneiros para serem enviados de volta a Ninrude. Durante essas duas campanhas do norte, tornou-se evidente que o reino do norte de Urartu, um precursor da Armênia posterior e um inimigo frequente dos assírios, apresentava um problema persistente. Embora o reino tenha sido suprimido por Tiglate-Pileser III, ele não foi completamente conquistado ou derrotado e ressuscitou durante o tempo de Salmanaser V como rei e começou a fazer repetidas incursões na fronteira em território assírio.
Essas incursões na fronteira continuaram no reinado de Sargão. Em 719 a.C. e 717 a.C., os urartuanos realizaram pequenas invasões através da fronteira norte, forçando Sargão a enviar tropas para mantê-los afastados. Um ataque em grande escala foi feito em 715 a.C., durante o qual os urartuanos tomaram com sucesso 22 cidades da fronteira com a Assíria. Embora as cidades fossem rapidamente retomadas e Sargão retaliasse arrasando as províncias do sul de Urartu, o rei sabia que as incursões continuariam e consumiriam tempo e recursos importantes a cada vez. Para triunfar, Sargão precisava derrotar Urartu de uma vez por todas, uma tarefa que tinha sido impossível para os reis assírios anteriores devido à localização estratégica do reino no sopé dos Montes Tauro; quando os assírios invadiam, os urartuanos geralmente simplesmente recuavam para as montanhas para se reagrupar e depois voltar. Embora Urartu fosse o inimigo de Sargão, suas próprias inscrições falam do reino com respeito, mostrando admiração por seu rápido sistema de comunicação, seus cavalos e seus sistemas de canais.

### Campanha contra Urartu

Mapa de Urartu 715–, mostrando o caminho da invasão ciméria em e a campanha de Sargão II em.

Em 715 a.C., Urartu foi severamente enfraquecido por vários de seus inimigos. Primeiro, a campanha de Rusa I contra os cimérios, um povo indo-europeu nômade no Cáucaso central, foi um desastre, com o exército derrotado, o comandante-chefe Cacadana capturado e o rei fugindo do campo de batalha. Após sua vitória, os cimérios atacaram Urartu, penetrando profundamente no reino até o sudoeste do Lago Úrmia. No mesmo ano, os manaeanos, submetidos a Urartu e vivendo ao redor do lago Úrmia, se rebelaram devido ao ataque assírio de 716 a.C. contra eles e tiveram que ser reprimidos.
Sargon provavelmente percebeu Urartu como um alvo fraco após a notícia da derrota de Rusa I contra os cimérios. Rusa estava ciente de que os assírios provavelmente invadiriam seu reino e provavelmente mantiveram a maior parte de seu exército restante perto do lago Urmia após sua vitória sobre os manaeanos, pois o lago estava perto da fronteira com a Assíria. Como o reino já havia sido ameaçado pelos assírios antes, a fronteira sul de Urartu não estava totalmente indefesa. O caminho mais curto da Assíria ao coração de Urartu passava pela passagem Kel-i-šin nos montes Tauro. Um dos lugares mais importantes de toda Urartu, a cidade sagrada Musasir, estava localizado a oeste desta passagem e, como tal, exigia ampla proteção. Esta proteção viria de uma série de fortificações e durante seus preparativos para o ataque de Sargão, Rusa ordenou a construção de uma nova fortaleza chamada Guerdesorá. Embora o Guerdesorá fosse pequeno, medindo cerca de 95 x 81 metros (311,7 x 265,7 ft), estava estrategicamente posicionado em uma colina cerca de 55 metros (180,4 pés) mais alto que o resto do terreno e tinha paredes de 2,5 (8,2 ft) metros de espessura e torres defensivas. Uma fraqueza da Guerdesorá era que ela ainda não tinha a construção totalmente concluída, apenas começando a ser construída c. meados de junho de 714 a.C..

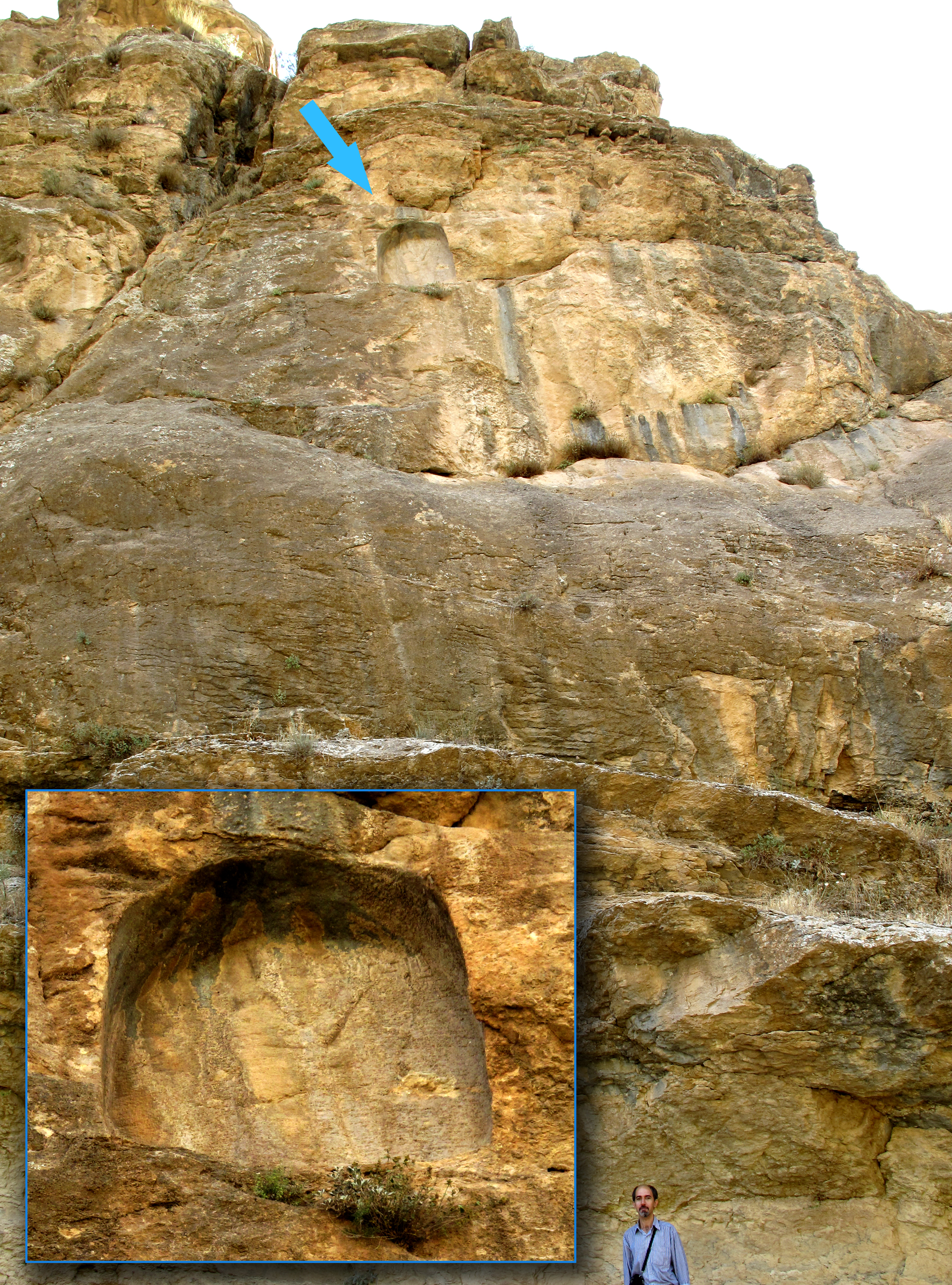
Inscrição de Sargão II na passagem Tangui Var perto da vila de Tanguivar, Aviramã, Irã

Sargão deixou Ninrude para atacar Urartu em julho de 714 a.C. e teria precisado de pelo menos dez dias para alcançar a passagem Kel-i-šin, a 190 quilômetros (118 milhas) de distância. Embora a passagem fosse o caminho mais rápido para Urartu, Sargon optou por não fazer isso. Em vez disso, Sargão marchou com seu exército pelos rios Grande e Pequeno Zabe ao longo de três dias antes de parar no grande Monte Cular (cuja localização permanece não identificada) e então decidir que atacaria Urartu por uma rota mais longa, através da região de Quermanxá. O raciocínio por trás dessa rota provavelmente não era o medo das fortificações de Urartu, mas sim porque Sargão sabia que os urartianos previam que ele atacaria através da passagem Kel-i-šin. Além disso, os assírios eram principalmente lutadores das terras baixas, sem experiência em guerra de montanha. Por não entrar em Urartu pela passagem na montanha, Sargão evitou ter que lutar em terrenos nos quais os urartianos eram mais experientes.
A decisão de Sargão custou caro; na rota mais longa, ele teve que cruzar várias montanhas com todo o seu exército e isso, combinado com a distância maior, fez a campanha levar mais tempo do que um ataque direto. A falta de tempo obrigou Sargão a abandonar seu plano de conquistar Urartu totalmente e tomar a capital do reino, Tuspa, porque sua campanha deveria ser concluída antes de outubro para que as passagens nas montanhas não fossem bloqueadas pela neve.
Assim que Sargão alcançou a terra de Gilzanu, perto do Lago Úrmia, ele montou acampamento e começou a considerar seu próximo movimento. O fato de Sargão contornar a Guerdesorá significou que as forças urartuanas tiveram que abandonar seu plano defensivo original, rapidamente reagrupando e construindo novas fortificações a oeste e ao sul do Lago Úrmia. Neste ponto, os assírios estavam marchando por terrenos difíceis e desconhecidos e, embora tivessem recebido suprimentos e águas pelos medos recentemente subjugados, eles estavam exaustos. De acordo com o próprio relato de Sargão, "seu moral tornou-se amotinado. Eu não poderia aliviar seu cansaço, nenhuma água para matar sua sede". Quando Rusa I chegou com seu exército para defender seu país, o exército de Sargão se recusou a lutar. Sargão, determinado a não se render ou recuar, chamou seu guarda-costas pessoal e os liderou em um ataque brutal e quase suicida contra as porções mais próximas do exército de Rusa. Enquanto essa parte do exército urartuano fugia, o restante do exército assírio foi inspirado por Sargão liderando pessoalmente o ataque e seguindo seu rei para a batalha. Os urartuanos foram derrotados e recuaram, sendo perseguidos para o oeste pelos assírios, bem além do lago Úrmia. Rusa fugiu para as montanhas em vez de se reunir para defender sua capital.
Tendo derrotado seu inimigo e temendo que seu exército se voltasse contra ele se perseguisse Rusa nas montanhas ou os empurrasse para Urartu, Sargão decidiu marchar de volta para a Assíria. No caminho de volta para casa, os assírios destruíram o Guerdesorá (que naquele ponto provavelmente estava guarnecido apenas por uma tripulação de esqueleto) e capturaram e saquearam a cidade de Musasir. O casus belli oficial explicitamente para o saque desta cidade sagrada foi que seu governante, Urzana, traiu os assírios, mas as verdadeiras razões foram provavelmente econômicas. O grande templo da cidade, o templo de Haldi (o deus urartuano da guerra), era reverenciado desde o final do terceiro milênio a.C. e havia recebido presentes e doações por séculos. A pilhagem de Sargão dos templos e palácios da cidade resultou na obtenção pelo rei, entre outros tesouros, de cerca de dez toneladas de prata e mais de uma tonelada de ouro. De acordo com as inscrições de Sargão, Rusa cometeu suicídio assim que ouviu falar do saque de Musasir, embora haja algumas evidências de sua presença contínua.

### Construção de Dur Sarruquim

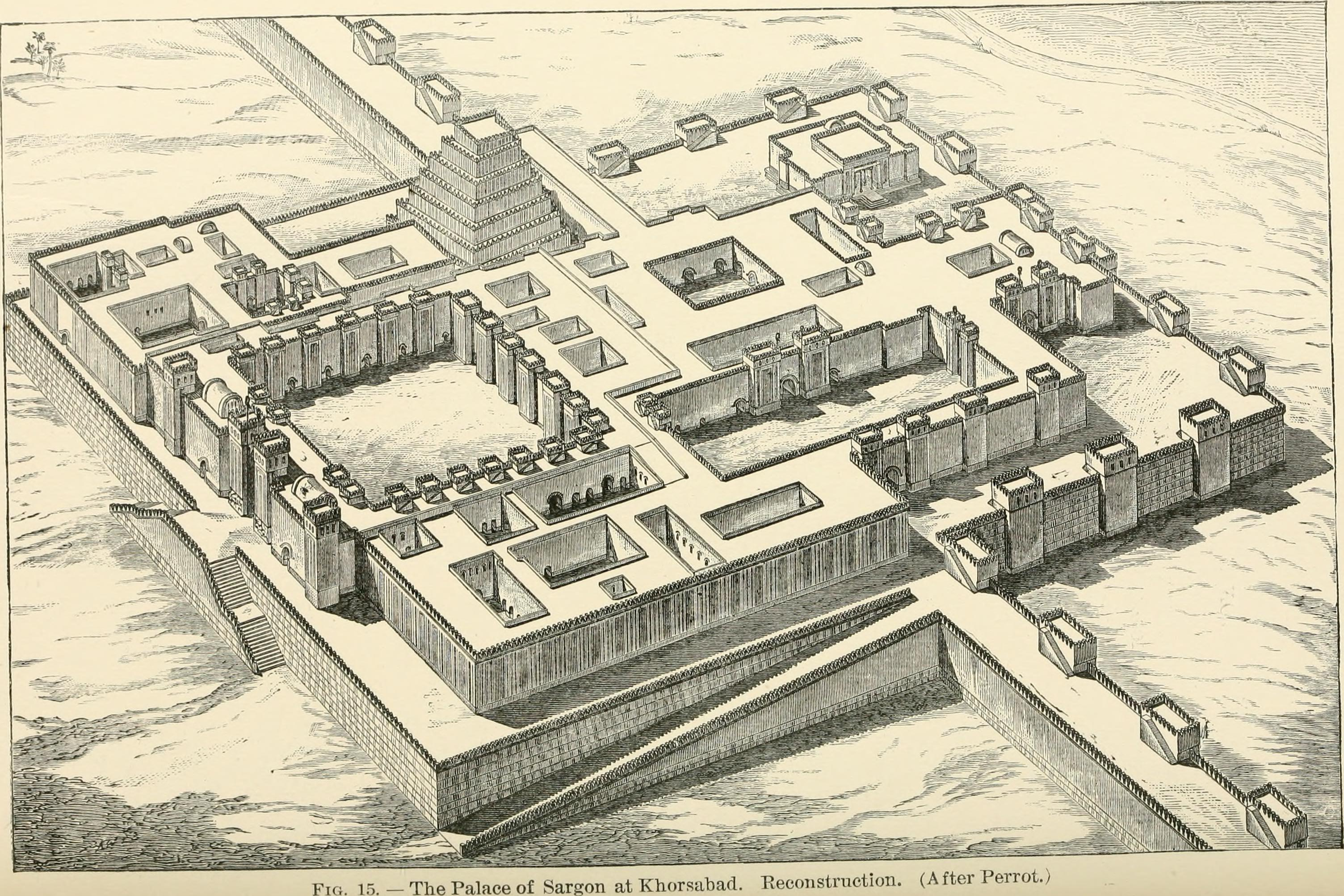
Reconstrução do palácio de Sargão II em Dur Sarruquim pelo arquiteto e historiador francês do século 19 Charles Chipiez.

Em 713 a.C., com as finanças reforçadas por suas campanhas de sucesso, Sargão iniciou a construção de Dur Sarruquim (em acádio: Dur-Šarru-kīn; lit.  "fortaleza de Sargão"), pretendendo que fosse sua nova capital. Ao contrário dos esforços dos reis assírios anteriores para mover a capital (como a renovação de Ninrude por Assurnasirpal II séculos antes ou a mudança de Senaqueribe para Nínive após a morte de Sargão), Dur Sarruquim não foi a expansão de uma cidade existente, mas a construção de uma cidade inteiramente nova. O local decidido por Sargão, bem perto de Ninrude, foi o que Sargão percebeu como o local perfeito para o centro do Império Assírio.

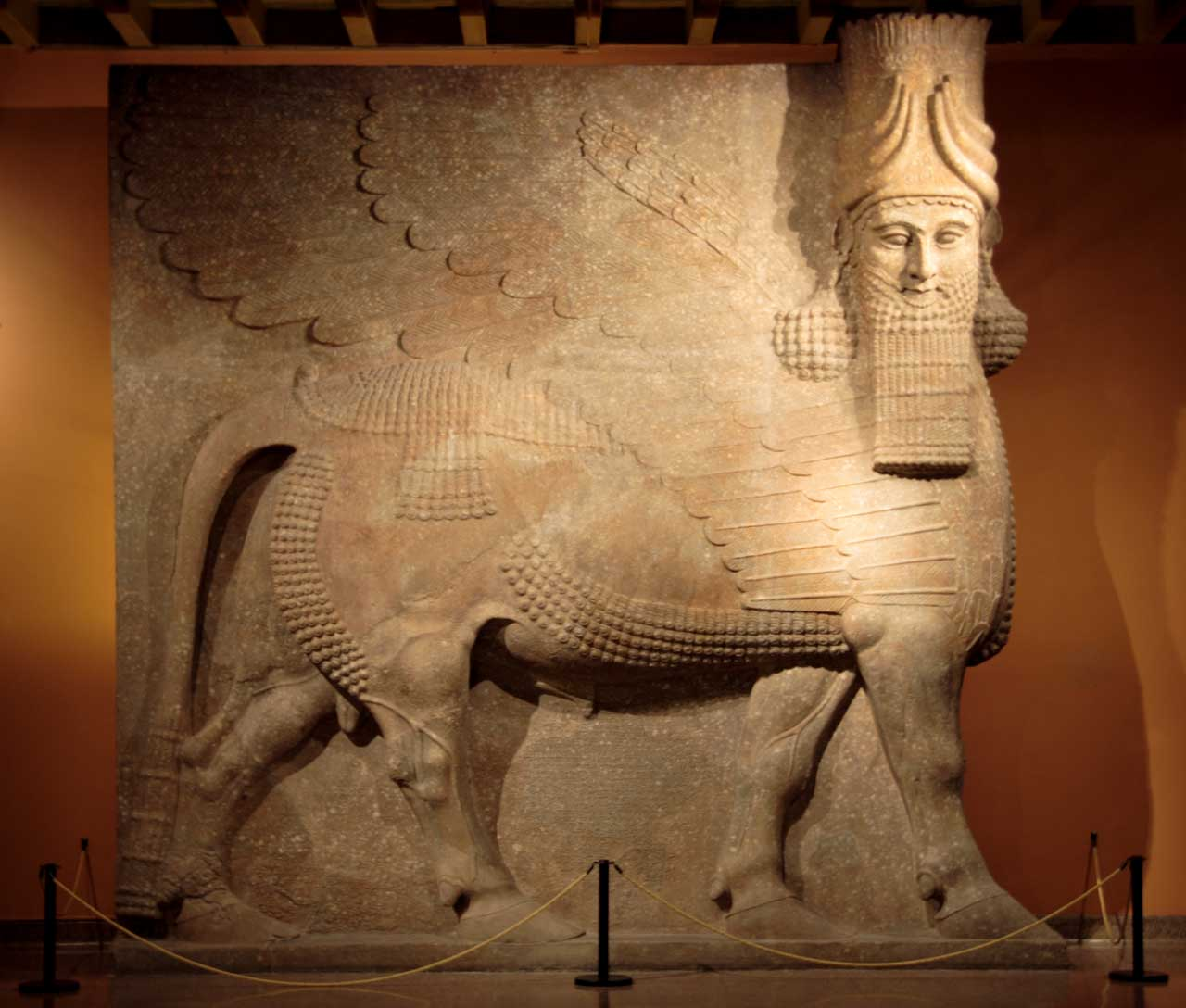
O lamassu do palácio de Sargão II em Dur Sarruquim. Exibido no Museu Oriental da Universidade de Chicago.

O projeto era uma tarefa enorme e Sargão pretendia que a nova cidade fosse sua maior conquista. O terreno em que a cidade foi construída já havia sido propriedade de moradores da aldeia vizinha de Maganuba e, em inscrições de fundação da cidade, o próprio Sargão afirma orgulhosamente o crédito por reconhecer o local como ideal e enfatiza que pagou aos moradores de Maganuba a taxa de mercado para suas terras. Com uma área projetada de quase três quilômetros quadrados, a cidade seria a maior cidade da Assíria e Sargão iniciou projetos de irrigação para fornecer água para a grande quantidade de agricultura que seria necessária para sustentar os habitantes da cidade. Sargão estava altamente envolvido no projeto de construção, supervisionando-o constantemente enquanto também mantinha tribunal em Ninrude e recebia e recebia enviados estrangeiros de países como o Egito ou Cuxe. Em uma carta ao governador de Ninrude, Sargão escreveu o seguinte:

A palavra do rei ao governador de Ninrude: 700 fardos de palha e 700 feixes de junco, cada um mais do que um burro pode carregar, devem chegar a Dur Sarruquim no primeiro dia do mês Quisleve. Se um dia passar, você morrerá.
Embora a inspiração tenha sido tirada do layout de Ninrude, os planos das duas cidades não eram idênticos. Embora Ninrude tenha sido renovado extensivamente por Assurnasirpal II, ainda era um assentamento que havia crescido de forma orgânica ao longo do tempo. A cidade de Sargão era perfeitamente simétrica, sem nenhuma preocupação com a paisagem ao redor do canteiro de obras. Tudo na cidade; duas plataformas gigantescas (uma abrigando o arsenal real, a outra abrigando os templos e o palácio), a muralha da cidade fortificada e sete portões monumentais da cidade foram construídos totalmente do zero. Os portões da cidade foram colocados em intervalos regulares sem consideração para as redes de estradas que já existiam no império. O palácio de Sargão em Dur Sarruquim era maior e mais decorado do que os palácios de todos os seus predecessores. Relevos adornando as paredes dentro do palácio retratavam cenas das conquistas de Sargão, especialmente a campanha de Urartu e o saque de Musasir de Sargão.
As campanhas posteriores de Sargão variaram em sucesso. Sargão foi bem-sucedido na conquista do Reino de Asdode na atual Israel em 711 a.C. e incorporou com sucesso os reinos siro-hititas de Gurgum (711 a.C.) e Cumuu (708 a.C.) no Império Assírio. A campanha de Sargão em 713 a.C. na Anatólia central, com o objetivo de conquistar o pequeno reino de Tabal e estabelecê-lo como uma província assíria, foi bem-sucedida, mas a província foi perdida em 712 a.C. após uma rebelião sangrenta, algo que nunca havia acontecido antes na história assíria.

### Reconquista da Babilônia

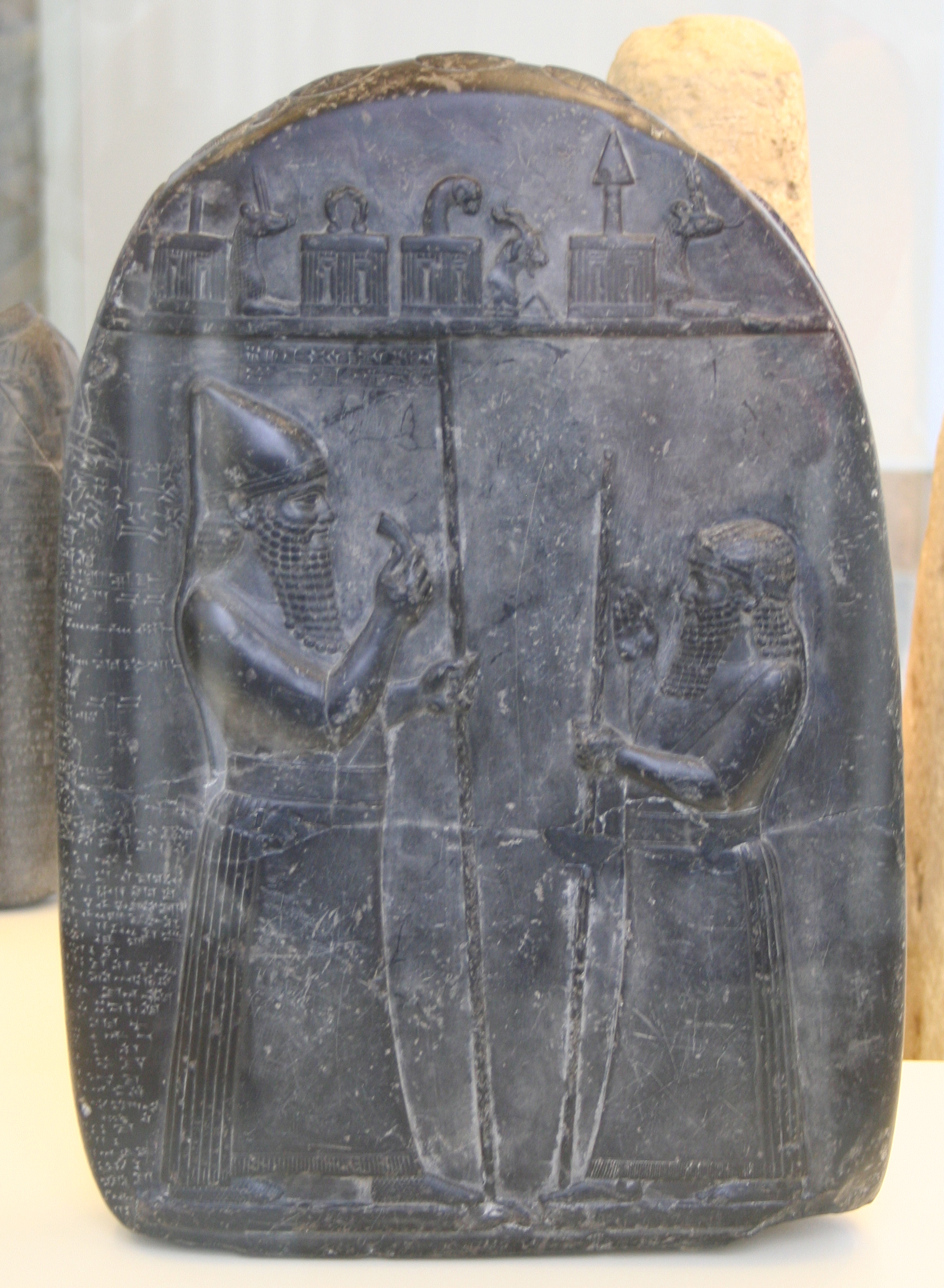
Representação de Merodaque-Baladã II, rei da Babilônia e rival de Sargão II, feudando (fazendo um acordo legal com) um vassalo. Exibido no Museu do Antigo Oriente Próximo, Berlim.

A maior vitória de Sargão foi sua derrota por 710-709 a.C. de seu rival Merodaque-Baladã II na Babilônia. Desde sua derrota em sua primeira tentativa de restaurar a autoridade assíria no sul, a Babilônia representou um espinho em seu lado, mas ele sabia que tinha que tentar outra tática diferente do método simples que ele havia usado anteriormente. Quando Sargão marchou para o sul em 710 a.C., a administração do império e a supervisão de seu projeto de construção foram deixadas nas mãos de seu filho e príncipe herdeiro, Senaqueribe. Sargão não marchou imediatamente para a Babilônia, em vez disso, marchou ao longo da margem oriental do rio Tigre até chegar à cidade de Dur Atara, perto de um rio que os assírios chamavam de Surapu. Dur-Atara havia sido fortificado por Marduk-apla-iddina, mas foi rapidamente tomado pelas forças de Sargão e renomeado Dur Nabu com uma nova província, "Gambulu", proclamada como constituindo o território ao redor da cidade. Sargão passou algum tempo em Dur-Nabu, enviando suas tropas em expedições ao leste e ao sul para fazer com que as pessoas que viviam lá se submetessem ao seu governo. Nas terras ao redor de um rio chamado Ucnu, as forças de Sargão derrotaram os soldados arameus e elamitas, o que impediria que esses povos ajudassem Merodaque-Baladã.
Sargão então se voltou para atacar a própria Babilônia, marchando suas forças em direção à cidade do sudeste. Assim que Sargão cruzou o Tigre e um dos ramos do Eufrates e chegou à cidade de Dur Ladini, perto da Babilônia, Merodaque-Baladã ficou assustado, possivelmente porque teve pouco apoio verdadeiro do povo e do sacerdócio da Babilônia ou porque a maior parte de seu exército já havia sido derrotado em Dur-Atara. Por não querer lutar contra os assírios, ele deixou a Babilônia à noite, levando consigo o máximo possível do tesouro e de sua mobília real pessoal (incluindo o trono) que sua comitiva pudesse carregar. Esses tesouros foram usados por Merodaque-Baladã na tentativa de obter asilo em Elão, oferecendo-os como suborno ao rei elamita Sutur-Nacunte II para que fosse admitido a entrada em seu país. Embora o rei elamita tenha aceitado os tesouros, Merodaque-Baladã não foi autorizado a entrar em Elão devido ao temor de uma retaliação assíria.
Em vez disso, Merodaque-Baladã fixou residência na cidade Icbi-Bel, mas Sargão logo o perseguiu lá e a cidade se rendeu a ele sem a necessidade de uma batalha. Merodaque-Baladã então fugiu para sua cidade natal perto da costa do Golfo Pérsico, Dur Jaquim. A cidade foi fortificada, uma grande vala foi cavada ao redor de suas muralhas e a paisagem circundante foi inundada por um canal escavado no Eufrates. Protegido pelo terreno alagado, Merodaque-Baladã montou seu acampamento em algum ponto fora das muralhas da cidade, onde logo seriam derrotados pelo exército de Sargão, que cruzou o terreno alagado desimpedido. Merodaque-Baladã fugiu para a cidade quando os assírios começaram a coletar despojos de guerra de seus soldados caídos. Após a batalha, Sargão sitiou Dur Jaquim, mas foi incapaz de tomar a cidade. À medida que o cerco se arrastava, as negociações foram iniciadas e em 709 a.C. foi acordado que a cidade se renderia e derrubaria suas paredes externas em troca de Sargão poupar a vida de Merodaque-Baladã.

### Anos finais

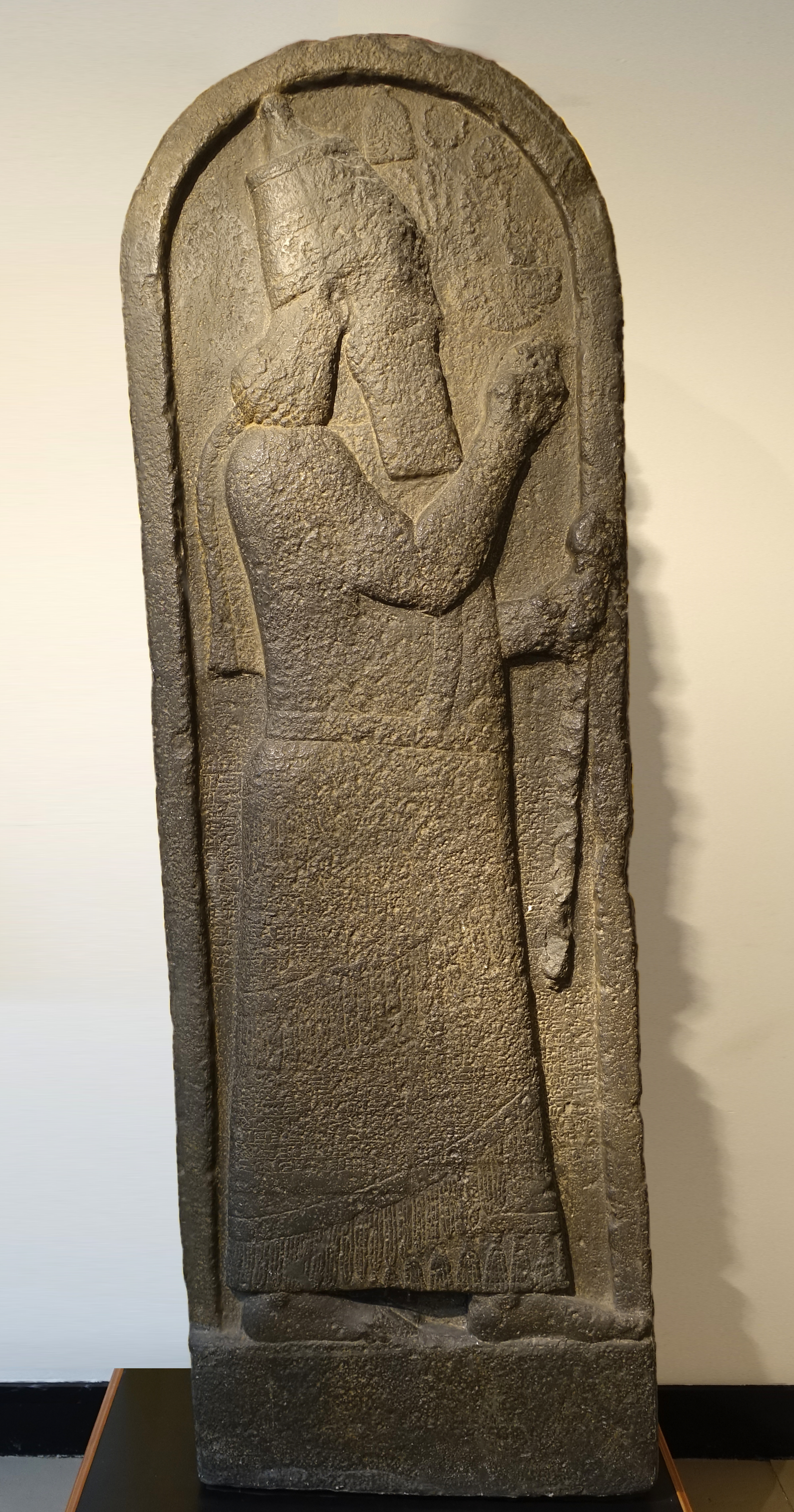
Elenco da Estela de Sargão, erguida em homenagem a Sargão II em Quitiom em Chipre em. Exibido no Museu Semítico de Harvard (o original está no Museu do Antigo Oriente Próximo).

Após a reconquista da Babilônia, Sargão foi proclamado rei da Babilônia pelos cidadãos da cidade e passou os três anos seguintes na Babilônia, no palácio de Merodaque-Baladã,  recebendo homenagens e presentes de governantes tão distantes do centro de seu império como Bahrein e Chipre. Em 707 a.C., vários reinos cipriotas foram derrotados pelo estado vassalo assírio de Tiro, com a ajuda dos assírios. Por meio da campanha, que não serviu para estabelecer o domínio assírio na ilha, mas apenas para ajudar seu aliado, os assírios obtiveram conhecimento detalhado de Chipre (que chamaram de Adnana) pela primeira vez em sua história. Depois que a campanha foi concluída, os cipriotas, provavelmente com a ajuda de um pedreiro assírio enviado pela corte real, moldaram a Estela de Sargão. A estela não tinha a intenção de servir como uma reivindicação permanente para governar a ilha, mas sim como um marcador ideológico indicando os limites da esfera de influência do rei assírio. A estela serviu para marcar a incorporação de Chipre ao "mundo conhecido" (os assírios agora tinham adquirido conhecimento suficiente da ilha) e, uma vez que continha a imagem e as palavras do rei, servia como representação de Sargão e um substituto de sua presença. Se os assírios tivessem desejado conquistar Chipre para si mesmos, eles não teriam sido capazes de fazê-lo. Eles careciam completamente de uma frota.
Sargão participou dos festivais de Ano Novo da Babilônia, cavou um novo canal de Borsipa para a Babilônia e derrotou um povo chamado hamaranaeanos que estava saqueando caravanas nas proximidades da cidade de Sipar. Enquanto Sargão residia na Babilônia, Senaqueribe continuou a atuar como regente em Ninrude, Sargão somente retornando ao coração da Assíria quando a corte foi transferida para Dur Sarruquim em 706 a.C.. Embora a cidade ainda não estivesse completamente terminada, Sargão finalmente conseguiu desfrutar da capital que sonhava construir em sua própria homenagem, embora não pudesse desfrutá-la por muito tempo.
Em 705 a.C., Sargão retornou à província rebelde de Tabal, com a intenção de transformá-la mais uma vez em uma província assíria. Assim como em sua campanha bem-sucedida contra a Babilônia, Sargão deixou Senaqueribe encarregado do coração da Assíria e liderou pessoalmente seu exército pela Mesopotâmia e pela Anatólia. Sargão, que aparentemente não percebeu a verdadeira ameaça representada por um país menor como Tabal (que havia sido recentemente fortalecido por uma aliança com os cimérios, um povo que voltaria anos mais tarde para atormentar os assírios), atacou o inimigo pessoalmente e teve um fim violento na batalha, para o choque de seu exército. Seu corpo não pôde ser recuperado pelos soldados e foi perdido para o inimigo.

## Família e filhos

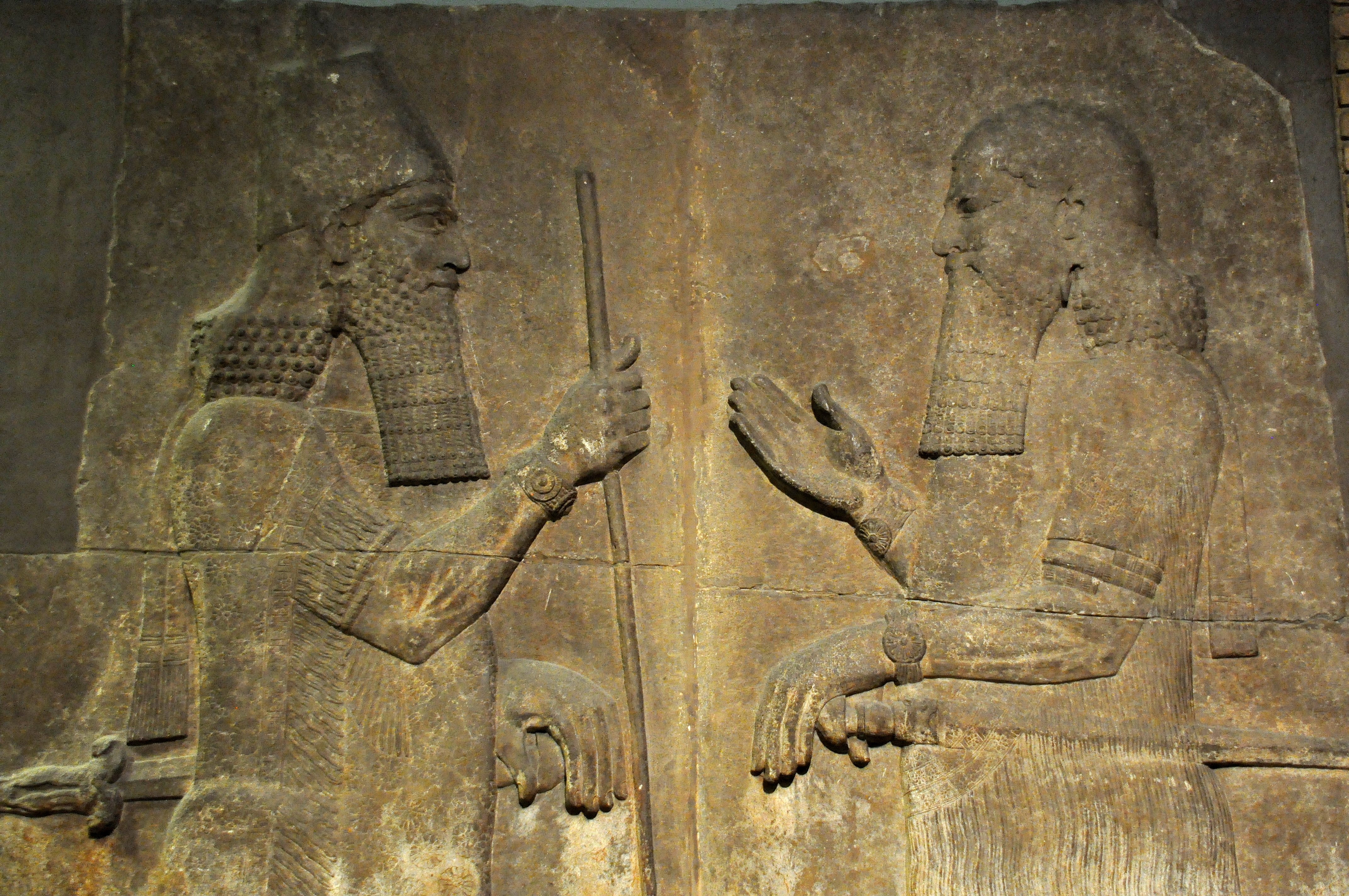
Sargão II (à esquerda) enfrenta um oficial de alto escalão, possivelmente Senaqueribe, seu filho. De um relevo alojado no Museu Britânico.

Embora a relação de Sargão com seu suposto pai Tiglate-Pileser III e seu suposto irmão mais velho Salmanaser V não seja totalmente certa, ele é conhecido por ter tido um irmão mais novo, Sinausur, que em 714 a.C. estava no comando da cavalaria real de Sargão guarda e tinha sua própria residência em Dur Sarruquim. Se Sargão era filho de Tiglate-Pileser, sua mãe poderia ter sido a primeira esposa de Tiglate-Pileser, Iaba. Na época da ascensão de Tiglate-Pileser ao trono, Sargão se casou com uma mulher chamada Raima, que era mãe de pelo menos seus três primeiros filhos. Ele também tinha uma segunda esposa, Atalia, cujo túmulo foi descoberto em Ninrude na década de 1980. Os filhos conhecidos de Sargão são:
- Dois filhos mais velhos (nomes desconhecidos) de Sargão e Raima, mortos antes do nascimento de Senaqueribe.[1]
- Senaqueribe (em acádio: Sîn-ahhī-erība)[43] - filho de Sargão e Raima, sucessor de Sargão como rei da Assíria 705-681 a.C..[1]
- Aatabisa (em acádio: Ahat-abiša)[44] - uma filha.[1] Casou-se com Ambáris, o rei de Tabal. Quando Ambáris foi destronado durante a primeira campanha de Sargão em 713 a.C. em Tabal, Aatabisa foi provavelmente forçado a retornar à Assíria.
- Pelo menos dois filhos mais novos (nomes desconhecidos).[1]

## Personagem

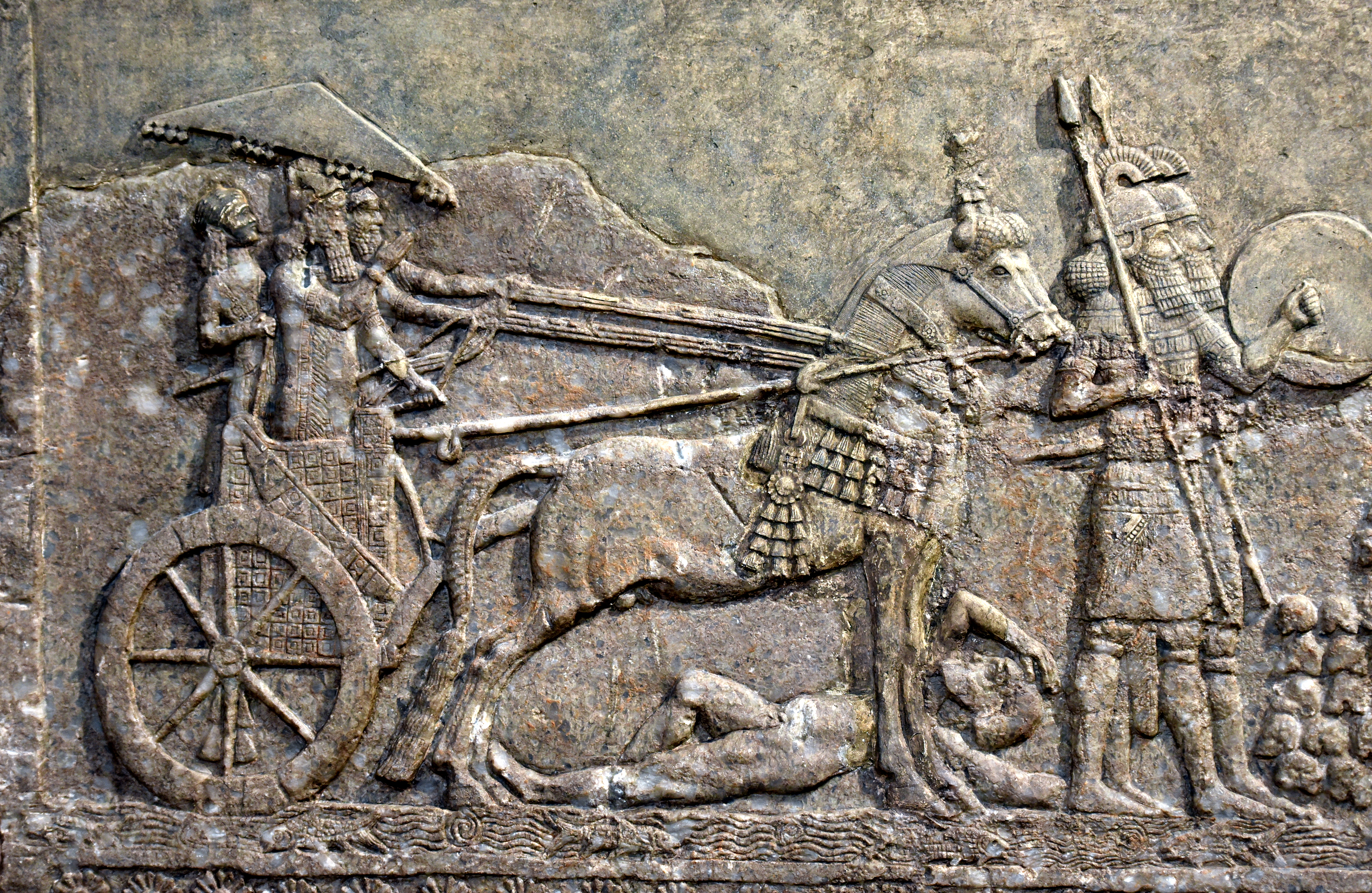
Sargão II, retratado em sua carruagem real observando um ataque assírio a uma cidade, em um baixo-relevo de alabastro de seu palácio em Dur Sarruquim,. Exibido no Museu Nacional do Iraque..

Sargão II foi um rei guerreiro e conquistador que comandava pessoalmente seus exércitos e sonhava em conquistar o mundo inteiro, seguindo os passos de Sargão da Acádia. Sargão II usou muitos dos mais prestigiosos títulos reais da antiga Mesopotâmia para expressar seu desejo de alcançar esse objetivo, como "rei do universo" e "rei dos quatro cantos do mundo". Seu poder e grandeza foram expressos com títulos como "grande rei" e "rei poderoso". Sargão queria ser visto como um guerreiro valente e onipresente, sempre se jogando na batalha, descrevendo-se em suas inscrições como um "bravo guerreiro" e um "poderoso herói".  O rei procurou projetar uma imagem de piedade, justiça, energia, inteligência e força.
Embora as inscrições de Sargão contenham atos de retribuição brutal contra os inimigos da Assíria, como fazem as inscrições da maioria dos reis assírios, elas não contêm nenhum sadismo evidente (ao contrário das inscrições de alguns outros reis, como Assurnasirpal II). As ações brutais de Sargão contra seus inimigos devem ser entendidas no contexto da cosmovisão assíria; visto que Sargão se percebeu como tendo sido agraciado com a realeza pelos deuses, os deuses aprovaram suas políticas e, portanto, suas guerras foram justas. Os inimigos da Assíria eram vistos como povos que não respeitavam os deuses e, portanto, eram tratados e punidos como criminosos. O apoio dos deuses é reforçado nas próprias inscrições de Sargão, que (como as de outros reis assírios) sempre começam com menções dos deuses. Existem situações em que Sargão mostrou misericórdia (e outros reis assírios podem não ter feito), como poupar a vida das pessoas que se rebelaram contra ele no coração da Assíria no início de seu reinado e poupar a vida de seu rival, Merodaque-Baladã. As atrocidades mais brutais descritas nas inscrições de Sargão não refletem necessariamente a realidade; embora os escribas estivessem presentes durante suas campanhas, o realismo e a precisão não eram tão importantes quanto a propaganda (servindo tanto para reforçar a glória do rei quanto para intimidar os outros inimigos da Assíria).
Embora suas façanhas sejam provavelmente exageradas em suas inscrições, Sargão parece ter sido um estrategista habilidoso. O rei tinha uma extensa rede de espionagem, útil para atividades administrativas e militares, e empregava batedores bem treinados para reconhecimento quando em campanha. Como a maioria dos estados que fazem fronteira com o Império Neoassírio eram inimigos de Sargão, os alvos das campanhas deveriam ser escolhidos com sabedoria para evitar o desastre.
Ao contrário de alguns "grandes conquistadores" da história, como Alexandre, o Grande, Sargão não foi um líder carismático. Suas próprias tropas parecem tê-lo temido tanto quanto seus inimigos, com o rei ameaçando punições, como empalamento e massacre de famílias, para garantir disciplina e obediência. Como não existem registros de tal punição realmente executada, é provável que tenham sido simplesmente ameaças. Seus soldados, familiarizados com as ações realizadas contra os inimigos de Sargão, podem ter visto as ameaças como suficientes e não exigir que exemplos reais fossem dados para obediência. O principal incentivo para continuar servindo no exército assírio provavelmente não era o medo, mas sim os frequentes despojos de guerra que podiam ser obtidos após as vitórias.

## Legado

### Descobertas arqueológicas

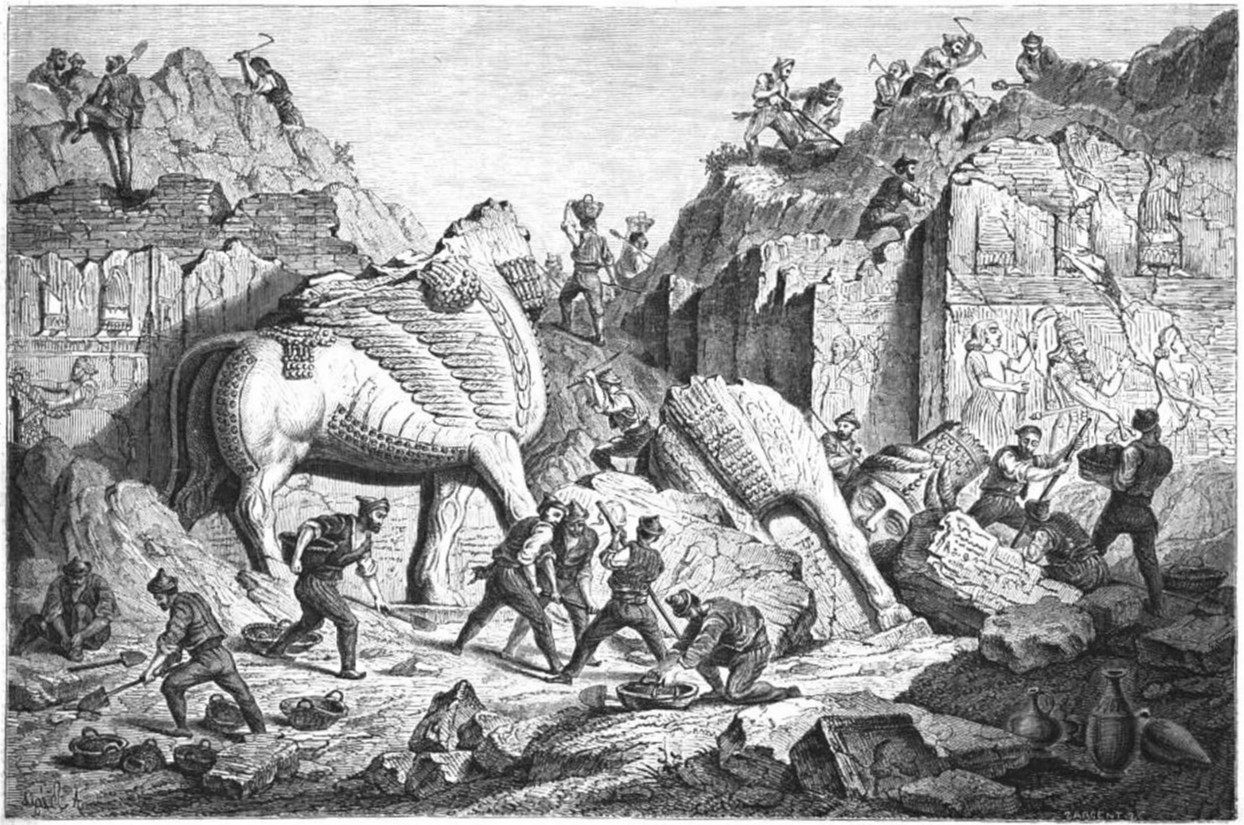
Ilustração de 1861 de Eugène Flandin das escavações das ruínas da capital de Sargão II, Dur Sarruquim.

Embora não seja tão famoso quanto Sargão da Acádia, que se tornou lendário mesmo na época de Sargão II, a grande quantidade de fontes deixadas para trás desde o reinado de Sargão II significa que ele é mais conhecido por fontes históricas do que o rei acádio. Como todos os outros reis assírios, Sargão fez um grande esforço para deixar para trás testemunhos de sua glória, se esforçando para superar as realizações de seus antecessores, criando anais detalhados e uma vasta quantidade de inscrições reais e erguendo estelas e monumentos para comemorar suas conquistas e marcar as fronteiras de seu império. Outras fontes para a época de Sargão incluem as numerosas tabuletas de argila datadas de seu reinado, incluindo documentos legais e administrativos e cartas pessoais. No total, foram descobertas 1.155–1.300 cartas da época de Sargão, embora muitas delas não tenham relação com o próprio rei.
A redescoberta de Dur Sarruquim foi feita por acaso. O descobridor, arqueólogo e cônsul francês Paul-Émile Botta originalmente escavou um local próximo que não deu nenhum resultado imediato (desconhecido para Botta, este local foi a capital posterior e muito mais grandiosa de Nínive) e mudou sua escavação para a aldeia de Corsabade em 1843. Lá, Botta descobriu as ruínas do antigo palácio de Sargão e seus arredores e escavou grande parte dele junto com outro arqueólogo francês, Victor Place. O local escavou quase todo o palácio, bem como grandes partes da cidade circundante. Outras escavações foram feitas por arqueólogos iraquianos na década de 1990. Embora muito do que foi escavado em Dur Sarruquim tenha sido deixado em Corsabade, relevos e outros artefatos foram transportados e hoje são exibidos em todo o mundo, principalmente no Louvre, no Instituto Oriental da Universidade de Chicago e no Museu Nacional do Iraque.
O local em Corsabade sofreu grandes danos durante a Guerra Civil Iraquiana de 2013-2017, supostamente tendo sido saqueado pelo Estado Islâmico do Iraque e Levante na primavera de 2015 e, em outubro de 2016, o local foi danificado quando as forças curdas Peshmerga destruíram e construíram grandes postos militares em cima de vestígios arqueológicos.

### Legado e avaliação pelos historiadores

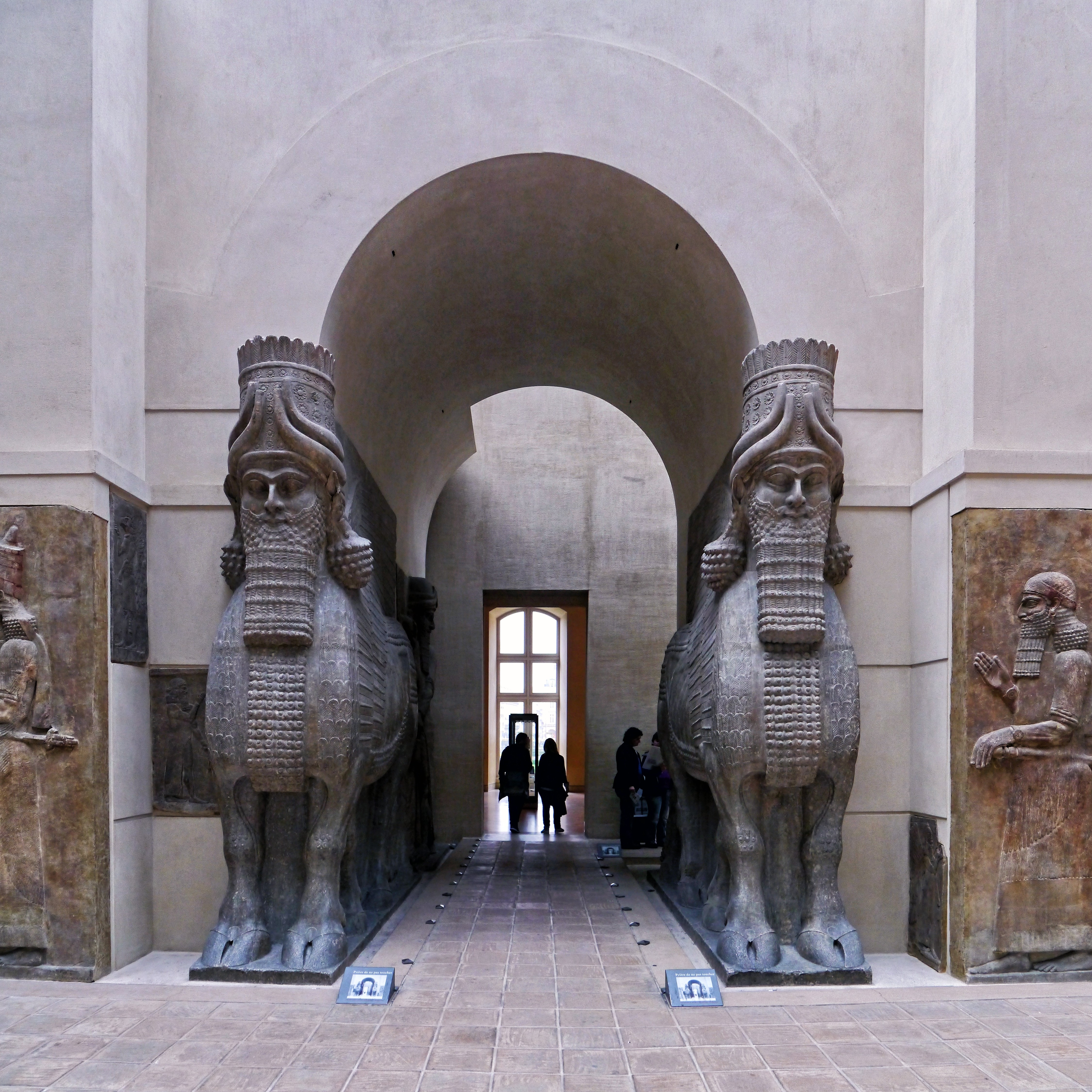
Mais dois lamassus do palácio de Sargão II em Dur Sarruquim. Exibido no Louvre.

A morte de Sargão em batalha e a perda de seu corpo foi uma tragédia para os assírios na época e foi vista como um mau presságio. Para sofrer esse destino, acreditava-se que Sargão de alguma forma cometeu algum tipo de pecado que fez com que os deuses o abandonassem no campo de batalha. Temendo que o mesmo destino se abateria sobre ele, o herdeiro de Sargão Senaqueribe abandonou Dur Sarruquim imediatamente e mudou a capital para Nínive. A reação de Senaqueribe ao destino de seu pai foi se distanciar de Sargão e parece ter sido uma negação, recusando-se a reconhecer e lidar com o que aconteceu com ele. Antes de iniciar qualquer outro projeto importante, uma das primeiras ações de Senaqueribe como rei foi reconstruir um templo dedicado ao deus Nergal, associada a morte, desastre e guerra, na cidade Tarbisu.
Senaqueribe era supersticioso e passava muito tempo perguntando a seus adivinhos que tipo de pecado Sargão poderia ter cometido para sofrer o destino que ele sofreu. Uma campanha menor de 704 a.C. (não mencionada nos relatos históricos posteriores de Senaqueribe), liderada pelos magnatas de Senaqueribe em vez do próprio rei, foi enviado contra Tabal para vingar Sargão. Senaqueribe gastou muito tempo e esforço para livrar o império das imagens de Sargão. As imagens que Sargão criou no templo em Assur tornaram-se invisíveis ao aumentar o nível do pátio, a esposa de Sargão Atalia foi enterrada às pressas quando morreu sem levar em conta as práticas tradicionais de sepultamento (e no mesmo caixão de outra mulher, a rainha de o rei anterior Tiglate-Pileser III), e Sargão nunca é mencionado em suas inscrições. O tratamento de Senaqueribe ao legado de seu pai sugere que o povo da Assíria foi rapidamente encorajado a esquecer que Sargão os governou. Após o reinado de Senaqueribe, Sargão foi algumas vezes mencionado como o ancestral de reis posteriores. Ele é mencionado nas inscrições de seu neto Assaradão (r. 681–669 a.C.), seu bisneto Samassumauquim (r. 668–648 a.C. na Babilônia) e seu bisneto neto Sinsariscum (r. 627–612 a.C.).
Antes da redescoberta de Dur Sarruquim na década de 1840, Sargão era uma figura obscura na Assiriologia. Na época, os estudiosos do Antigo Oriente Próximo dependiam de autores clássicos e do Antigo Testamento da Bíblia. Embora alguns reis assírios sejam mencionados em vários lugares (e alguns apareçam com muito destaque), como Senaqueribe e Assaradão, Sargão é mencionado apenas uma vez na Bíblia. Os estudiosos ficaram intrigados com a menção do obscuro Sargão e tendiam a identificá-lo com um dos reis mais conhecidos, Salmanaser V, Senaqueribe ou Assaradão. Em 1845, o assiriólogo Isidor Löwenstern foi o primeiro a sugerir que o Sargão brevemente mencionado na Bíblia foi o construtor de Dur Sarruquim, embora ele ainda acreditasse que este era o mesmo rei de Assaradão. A exposição de arquitetura escavada em Dur Sarruquim e a tradução das inscrições descobertas na cidade na década de 1860 substanciaram a ideia de que Sargão era um rei distinto dos outros. Na nona edição da Encyclopædia Britannica (1886), Sargão teve sua própria entrada e, na virada do século, foi tão aceito e reconhecido quanto seus predecessores e sucessores anteriormente mais conhecidos.
A imagem moderna de Sargão deriva de suas próprias inscrições de Dur Sarruquim e do trabalho de cronistas mesopotâmicos posteriores. Hoje, Sargão é reconhecido como um dos reis mais importantes do Império Neoassírio por seu papel na fundação da dinastia sargônida, que governaria a Assíria até sua queda, cerca de um século após sua morte. Através do estudo de seu maior projeto de construção, Dur Sarruquim, ele foi visto como um patrono das artes e da cultura e foi um prolífico construtor de monumentos e templos, tanto em Dur Sarruquim quanto em outros lugares. Suas campanhas militares bem-sucedidas consolidaram o legado do rei como um grande líder militar e estrategista.

## Títulos

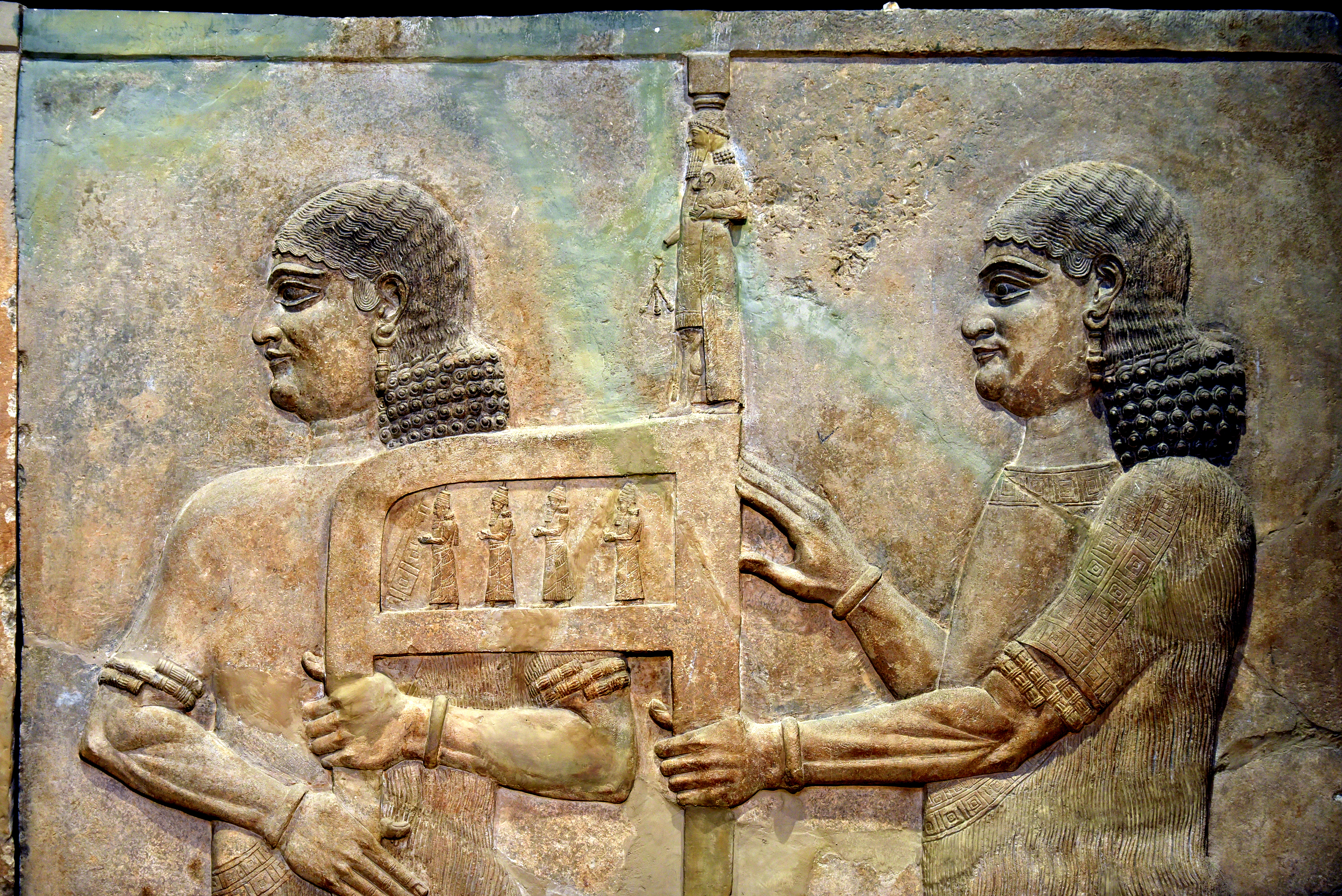
Relevo do palácio de Sargão II em Dur Sarruquim retratando eunucos carregando seu trono. Exibido no Museu do Iraque.

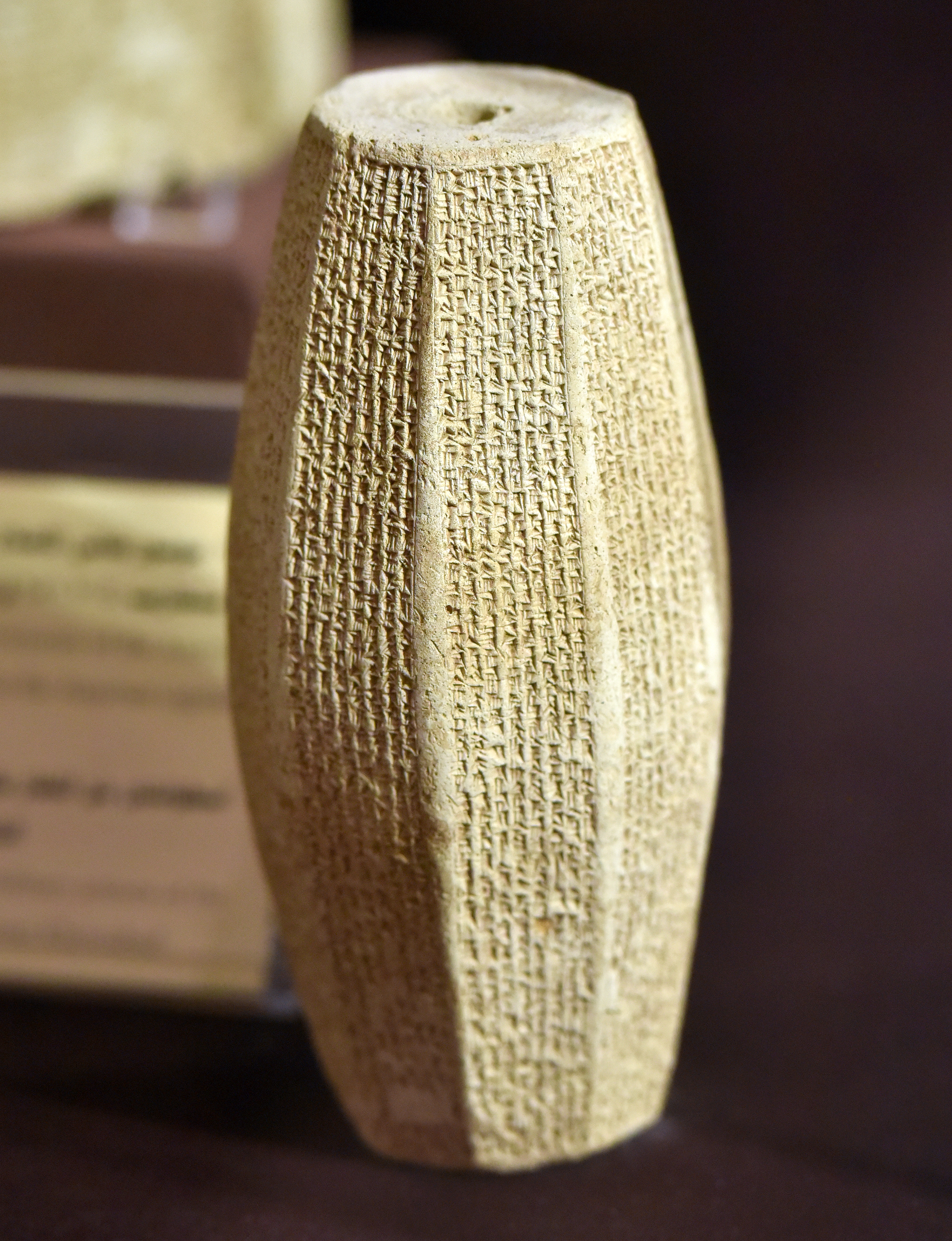
Cilindro de terracota de Sargão II narrando suas campanhas militares. De Corsabade, Iraque. Museu do Iraque

A estela de Sargão de 707 a.C. de Chipre concede ao rei a seguinte titulação:

Sargão, o grande rei, o poderoso rei, rei do universo, rei da Assíria, vice-rei da Babilônia, rei da Suméria e Acádia, rei das quatro regiões da terra, favorito dos grandes deuses, que vão antes de mim; Assur, Nabu e Marduque confiaram a mim um reino incomparável e fizeram com que meu gracioso nome atingisse o mais alto renome.
Em um relato do trabalho de restauração feito no palácio de Assurnasirpal II em Ninrude (escrito antes de sua vitória sobre Merodaque-Baladã II), Sargão usa a seguinte titulação mais longa:

Sargão, prefeito de Enlil, sacerdote de Assur, eleito de Anu e Enlil, o poderoso rei, rei do universo, rei da Assíria, rei dos quatro quadrantes do mundo, favorito dos grandes deuses, governante legítimo, a quem Assur e Marduque invocou, e cujo nome eles fizeram atingir o mais alto renome; herói poderoso, vestido de terror, que envia sua arma para derrubar o inimigo; bravo guerreiro, desde o dia em que ascendeu ao governo, não houve príncipe igual a ele que não tivesse conquistador ou rival; que colocou sob seu domínio todas as terras do nascer ao pôr do sol e assumiu o governo dos súditos de Enlil; líder guerreiro, a quem Nudimude concedeu o maior poder, cuja mão desembainhou uma espada que não pode ser resistida; exaltado príncipe, que ficou cara a cara com Humbanigas, rei de Elão, nos arredores de Der e o derrotou; subjugador da terra de Judá, que fica longe; que levou embora o povo de Hamate, cujas mãos capturaram Iaubidi, seu rei; que repeliu o povo de Cacmê, inimigos perversos; que colocou em ordem as tribos maneanas desordenadas; que alegrou o coração de sua terra; que estendeu a fronteira da Assíria; governante meticuloso; armadilha dos infiéis; cuja mão capturou Pisiri, rei de Hati, e colocou seu oficial sobre Carquemis, sua capital; que levou embora o povo de Sinutu, pertencente a Quiaqui, rei de Tabal, e os trouxe para Assur, sua capital; que colocou seu jugo na terra de Musqui; que conquistou os maneanos, Caralu e Paddiri; que vingou sua terra; que derrubou os distantes medos até o sol nascente.